# Здійснення забезпечення під час руху

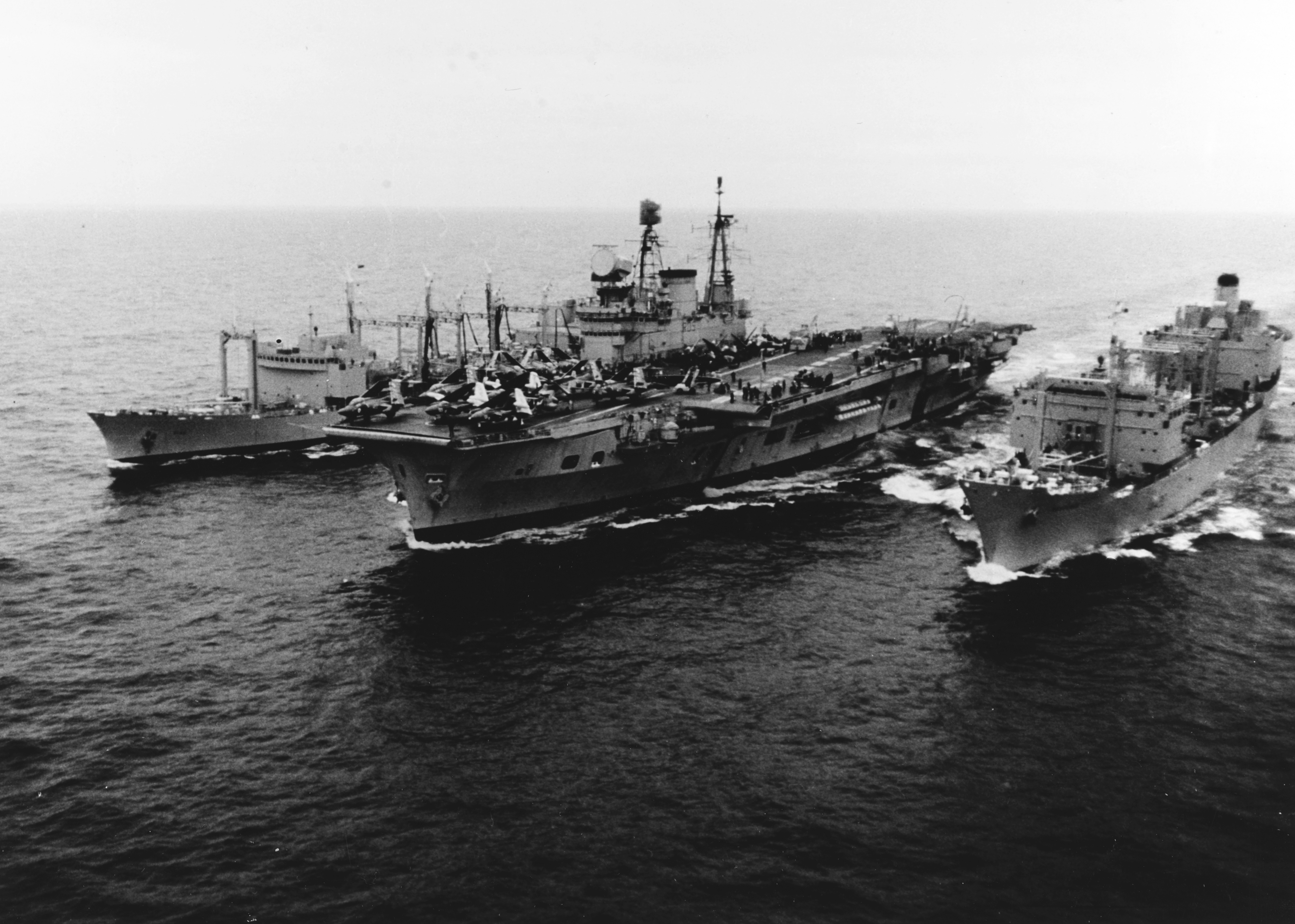
HMS Eagle (у центрі) отримує забезпечення одночасно з танкера RFA Olna (справа) та транспорту боєприпасів RFA Resource (зліва), 1969

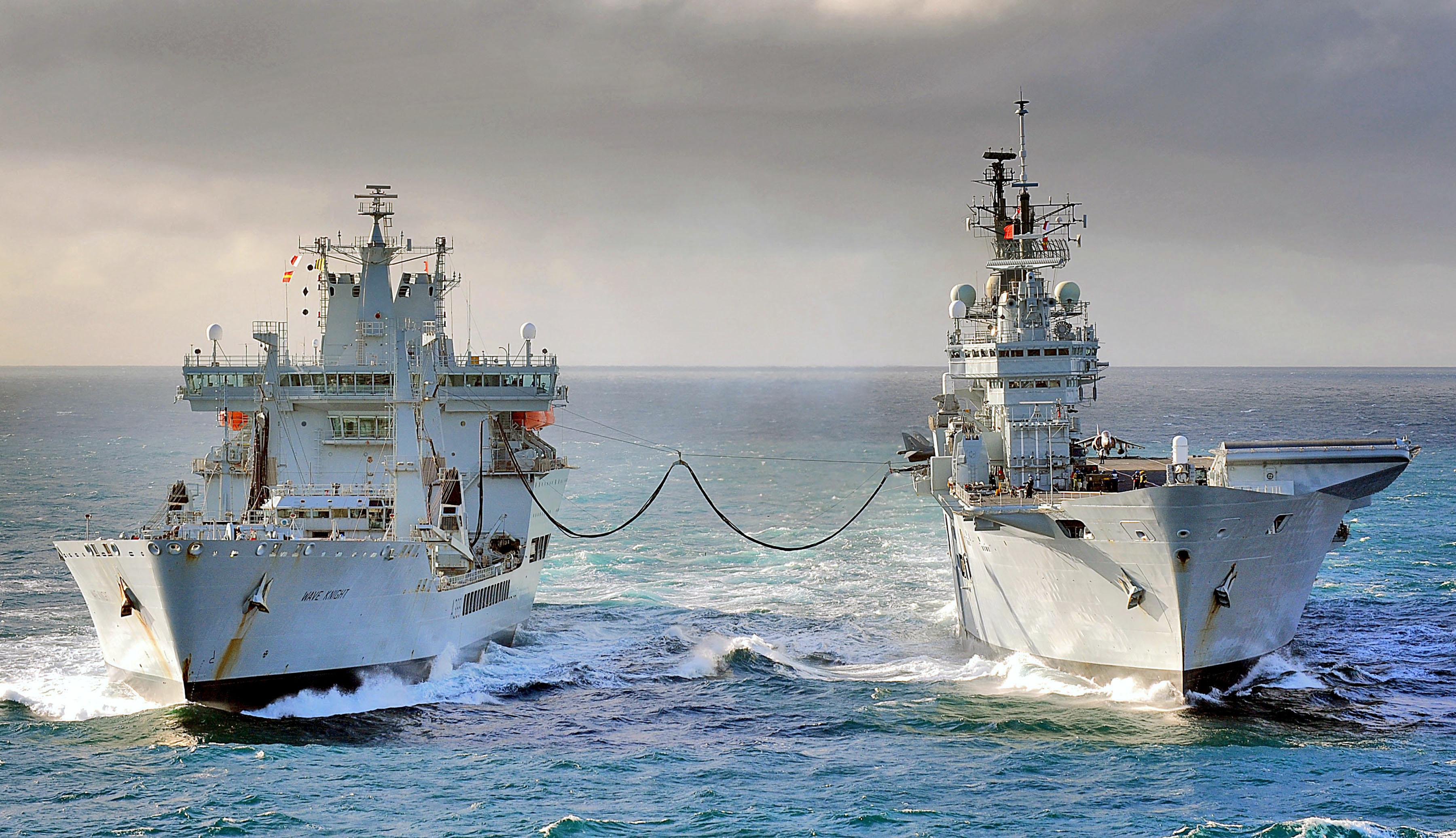
RFA Wave Knight здійснює забезпечення під час руху HMS Ark Royal, 2010.

Здійснення забезпечення під час руху (англ. underway replenishment (UNREP) (за термінологією ВМС США). Альтернативний термін — забезпечення у морі  використовується НАТО та Співдружністю націй (англ. - Replenishment at sea (RAS) — це спосіб передачі з судна на корабель чи інше судно на ходу палива, боєприпасів та інших запасів.  Вперше успішно застосоване на початку 20 століття, здійснення забезпечення під час руху активно використовувалось флотом США на Тихоокеанському театрі воєнних дій Другої світової війни, що принципово збільшило тривалість перебування у морі ударних авіаносних груп. 

## Історія

### Концепція

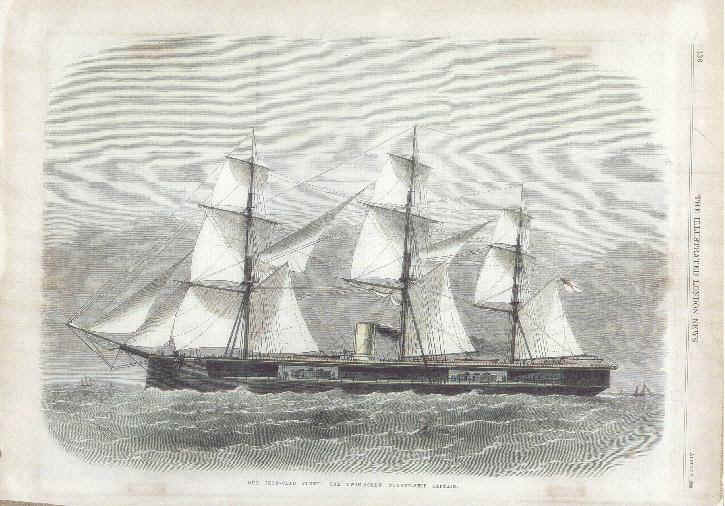
Перші спроби здійснити забезпечення кораблів у морі, такі як експеримент з HMS Captain в 1870, були малоефективними та пов'язані з високим ризиком аварій.

До створення системи забезпечення у морі  вугільні станції були єдиним способом для поповнення запасів кораблів далеко від дому. Королівський військово-морський флот мав безпрецедентну глобальну логістичну мережу вугільних станцій і найбільшу у світі флотилію вуглярів. Ця можливість дозволила флоту проектувати силу по всьому світу і далеко від порту приписки. Однак ця система мала два мінуси: інфраструктура була уразлива уразлива для нападу, а її використання визначало маршрут руху ескадр чим міг скористатися ворог.
Перші спроби дозаправки і поповнення запасів у морі було зроблено ще у 1870 році, коли  HMS Captain отримав запас вугілля у морі зі швидкістю до п'яти тонн на годину. Однак це було занадто повільно, крім того могло здійснюватись лише у безвітряну погоду, коли судна могли знаходитись поряд, не ризикуючи зіткненням.

## Дивись також
- Танкер-заправник
- Carrier onboard delivery
- Дозаправлення у повітрі

## Додаткова література
- Geoff, Puddefoot (2011). Ready For Anything: The Royal Fleet Auxiliary 1905-1950. Barnsley,: Seaforth Publishing. ISBN 978-1848320741.{{cite book}}:  Обслуговування CS1: Сторінки з посиланнями на джерела із зайвою пунктуацією (посилання)